# Наврозов, Лев Андреевич
Лев Андреевич Наврозов (26 ноября 1928, Москва — 22 января 2017, Бруклин, Нью-Йорк) — русский писатель, историк и полемист, переводчик русских текстов на английский язык. 
В 1972 году эмигрировал в США, где опубликовал мемуары «Образование Льва Наврозова».

## Биография

### Семья и молодость
Родился в семье драматурга Андрея Петровича Наврозова (настоящая фамилия Семёнов, 1899/1900—1941, в честь которого позднее назвал собственного сына — поэта Андрея Наврозова), одного из основателей Союза советских писателей, который отправился добровольцем на фронт и погиб в бою в 1941 году. Мать — Дина Владимировна Минц, кандидат медицинских наук, старший научный сотрудник нервного отделения Центрального института экспертизы трудоспособности и организации труда инвалидов (ЦИЭТИН), автор научных трудов в области неврологии. 
Сестра матери — Белла Владимировна Минц (1889—1967), также врач, была замужем за писателем и драматургом М. Ю. Левидовым. 
Другая сестра матери — Наталья Владимировна Минц (род. 1890/91) была замужем за Марком Натановичем Беленьким (1890–1938), который окончил медицинский факультет в Сорбонне (где они и познакомились с Н.В.Минц). Был заместителем народного комиссара снабжения и пищевой промышленности, жил в Доме правительства, репрессирован.. Их дочь — мемуаристка Татьяна Марковна Рыбакова (1928—2008), была замужем за Евгением Винокуровым, затем за Анатолием Рыбаковым.
Михаил Агурский вспоминал, что Наврозов "вдохновенно рассказывал о том, что он потомок вереницы раввинов".
После окончания обучения в Московском энергетическом институте не получил диплом, а перевёлся на факультет референтуры Московского института иностранных языков, созданный Иосифом Сталиным с целью подготовки нового поколения специалистов с высоким уровнем знания западных языков и культур. По окончании в 1953 году ему была предложена «перспективная позиция» в советском посольстве в Лондоне, с сопутствующим обязательством вступить в КПСС. Отклонил оба предложения. Работал по договорам.

### Работа переводчика
Наврозов активно переводил сочинения русскоязычных классиков на английский — в том числе Достоевского, Герцена и Пришвина, а работы по философии и фундаментальным наукам в 72 областях. В 1965 году, зарабатывая переводами значительные для СССР деньги, приобрёл загородный дом во Внуково, в престижном дачном посёлке, где также имели дачи Андрей Громыко, тогдашний министр иностранных дел, и бывший член Президиума ЦК КПСС Пантелеймон Пономаренко.
Михаил Агурский вспоминал, что Наврозов "боролся с законом о всеобщем обязательном обучении, скрывая от властей своего сына, которому решил дать домашнее образование. Лева был полуеврей, полуграф".

### Историк-диссидент
С 1953 года начал сбор исторических документов советского периода в надежде позднее вывезти эти рукописи контрабандой за границу. В этот период он публиковал только переводы. 
В 1972 году эмигрировал в США вместе с женой Музой Давидовной (урожд. Герасимовой; 1929—2015) и сыном после получения специального приглашения от Госдепартамента США через заступничество нескольких влиятельных американских друзей.
"Он первый из известных людей, приехав в Вену, отказался ехать в Израиль, объяснив в Сохнуте, что своими знаниями принесет в Америке еврейскому народу больше пользы, чем в Израиле" (Михаил Агурский). 
Затем до 1980 г. публиковал статьи политического характера в газете «Комментарий», в том числе скандальную статью 1978 г. «Что ЦРУ знает о России», а также «Заметки об американской невинности», в связи с которой против автора возбудила неудачный иск о клевете на $3 млн бывшая премьер-министр Израиля Голда Меир.

### Образование Льва Наврозова
В 1975 году издательство „Харпер и Роу“ опубликовало 1-й том его автобиографического исследования „Образование Льва Наврозова“. В книге рассказывается, в частности, о реакции современников на политические кампании Иосифа Сталина, последовавшие за убийством его соперника Сергея Кирова.

### Позднейшие работы
После 1975 года Наврозов опубликовал несколько тысяч журнальных статей и газетных колонок. Одной из сквозных тем было опасение, что Запад не сумеет выстоять перед всё более изощрёнными стратегиями тоталитаризма. В 1979 году основал Центр за выживание западных демократий, некоммерческую образовательную организацию, в консультативный совет которой входили прозаик Сол Беллоу, физик-ядерщик доктор Эдвард Теллер, член конгресса Клэр Бут Люс, сенатор Джесси Хелмс и драматург Эжен Ионеско.
Умер 22 января 2017 года в возрасте 88 лет.